# Crauss
Crauss (* 19. September 1971 in Siegen, bürgerlicher Name nicht bekannt) ist ein deutscher Schriftsteller.

## Leben und Werk
Crauss studierte an der Universität Siegen Literaturwissenschaft und ist seit Mitte der 1990er Jahre als freier Schriftsteller und Dozent tätig. Er verfasst in erster Linie Lyrik, die in zahlreichen Anthologien und Literaturzeitschriften veröffentlicht wurde.
Der von Heinz Ludwig Arnold in der Lyrikedition 2000 publizierte Gedichtband Crausstrophobie enthält experimentelle, stark referentielle Texte, die in Anlehnung an die Begrifflichkeiten moderner Musik als Remixes bezeichnet werden. Sie sind insbesondere geprägt durch eine intensive Auseinandersetzung mit popkulturellen Themen und Traditionen sowie Autoren und Texten der Popliteratur (u. a. mit Nicolas Born, Rolf Dieter Brinkmann, Christian Kracht, Thomas Meinecke). Nicht minder referentiell, aber weniger experimentell zeigt sich demgegenüber Crauss' Band Alles über Ruth mit Gedichten zum Thema Liebe.
Neben Gedichten veröffentlicht Crauss auch Prosa sowie literaturkritische Texte. Er ist Redakteur der literaturwissenschaftlichen Zeitschrift Kritische Ausgabe und des Siegener Stadtmagazins Inside, Mitglied des Literaturprojekts Forum der 13 und der Künstlergruppe Aktion Musenflucht sowie Dozent für Kreatives Schreiben an der Universität Siegen. Im Selbstverlag („HANDverlag“ genannt) gibt er darüber hinaus sowohl eigene als auch Texte anderer, vor allem Siegener Autoren heraus.
Crauss lebt in Siegen.

## Einzeltitel (Auswahl)
- Die harte Seite des Himmels. Lyrik. Berlin: Verlagshaus Berlin, 2018. ISBN 978-3-945832-24-0.
- SCHUNDFAKTOR. Hybride & Destillate. Essays. Berlin: Verlag Dreiviertelhaus, 2018 (= Edition KA 9). ISBN 978-3-96242-109-0.
- Dieser Junge. Digital Toes. Lyrik. Berlin: Verlagshaus Berlin, 2016 (= Edition Binaer 02). ISBN 978-3-945832-15-8.
- BUNTE SOCKEN TRAGEN. Lyrik. Siegen: HANDverlag, 2015. (Limitierte Pappschachtel inkl. Fotopostkarten und 1 Paar Socken.)
- SCHÖNHEIT. Simultanabschweifung mit Grimm. Essay. Berlin: Verlagshaus Berlin, 2014 (= Edition Poeticon 05). ISBN 978-3-940249-71-5.
- schönheit des wassers. 66 pseudoromantische kalligraphien. Lyrik. Berlin: Verlagshaus J. Frank, 2013 (= Quartheft 46). ISBN 978-3-940249-76-0.
- LAKRITZVERGIFTUNG. juicy transversions. Lyrik. Berlin: Verlagshaus J. Frank, 2011 (= Quartheft 29). ISBN 978-3-940249-96-8.
- Motorradheld. Prosa. Klagenfurt: Ritter Verlag, 2009. ISBN 978-3-85415-444-0.
- live in münchen. Aufzeichnung der Lesung im Lyrik-Kabinett München, 28. Juli 2008. Siegen: HANDverlag, 2008.
- whisky & funk. Hörbuch (Remixes zu Texten auf campari & jazz). Siegen: HANDverlag, 2006.
- Die Frau von Gründau. Drei Geschichten. Berlin: SuKuLTuR, 2006 (Reihe „Schöner Lesen“, Nr. 47). ISBN 3-937737-52-9.
- campari & jazz. Hörbuch (56 Texte). Siegen: HANDverlag, 2005.
- Alles über Ruth. Gedichte. München: Lyrikedition 2000, 2004. ISBN 3-86520-058-3.
- KONtext sieGEN: Digging the dirt. Hrsg. im Auftrag des Fachbereichs 3, Sprach- und Literaturwissenschaft, der Universität-GH Siegen von Peter Gendolla. Siegen: Universität-GH Siegen, 2003.
- Crausstrophobie. Texte & ReMixes. München: Lyrikedition 2000, 2001. ISBN 3-935284-32-2.

## Auszeichnungen
- 2007: Stipendium der Stiftung Künstlerdorf Schöppingen
- 2007: Nominiert für den Leonce-und-Lena-Preis der Stadt Darmstadt
- 2003: Stipendium der Stiftung Kulturfonds Künstlerhaus Lukas (Ahrenshoop)
- 2003: Marler Lyrikpreis Lyrik 2000 S
- 2002: Märkisches Stipendium für Literatur (Lüdenscheid)
- 2001: Am Erker-Kurzgeschichtenpreis der Stadt Münster
- 2000: Stipendium zum Klagenfurter Literaturkurs
- 2000: electronic vibes-Preis der Stadt Dortmund
- 2000: arteco-Preis des Landes Kärnten (Österreich)
- 1999: Aufenthaltsstipendium des Literarischen Colloquiums Berlin